# ニコラス・デンプシー
ニコラス・デンプシー（Nicholas Dempsey, 1978年12月15日 - ）は、南アフリカ共和国出身の元野球選手。ポジションは一塁手。右投右打。

## 来歴
2002年までロサンゼルス・ドジャース傘下の1Aでプレーしていた。パワーを生かした思い切りの良い打撃を武器とする。それまでも多くの代表経験を持ち、2006年のWBCでは南アフリカ代表に選出され、長打こそなかったものの4番打者として3試合全てでヒットを放った。現在は引退している。